# 銀座クリスタルビル
銀座クリスタルビル（ぎんざクリスタルビル）は、東京都中央区銀座四丁目の数寄屋橋交差点角に建つ商業施設である。不二家のネオンサインとガラス張りの曲面状のカーテンウォールの外観が銀座のランドマークの一つになっているが建物は同社所有ではなく、テナントとして不二家数寄屋橋店が入居している。

## 歴史
1953年に、この地に地上3階建の不二家数寄屋橋店が開店。1957年には屋上にフランスキャラメルの大看板が設けられ（その後ペコちゃんの大看板）、人目を引いた。1982年、同ビル跡地に現在の銀座クリスタルビルが建設され、同年6月に竣工した。
従来不二家は、ここより南西に位置する銀座7丁目のコリドー街に1931年に工場を開設、1975年に本社ビルを建設した。しかし2007年に生クリーム偽装に関わる不祥事発覚により同ビルを売却することとなり、現在は山崎製パン傘下として文京区音羽に本社を移転している。
2018年3月には屋上の広告塔がリニューアルされ、発光ダイオードの採用によりペコちゃんなどの動画を流せるようになった

## 入居店舗

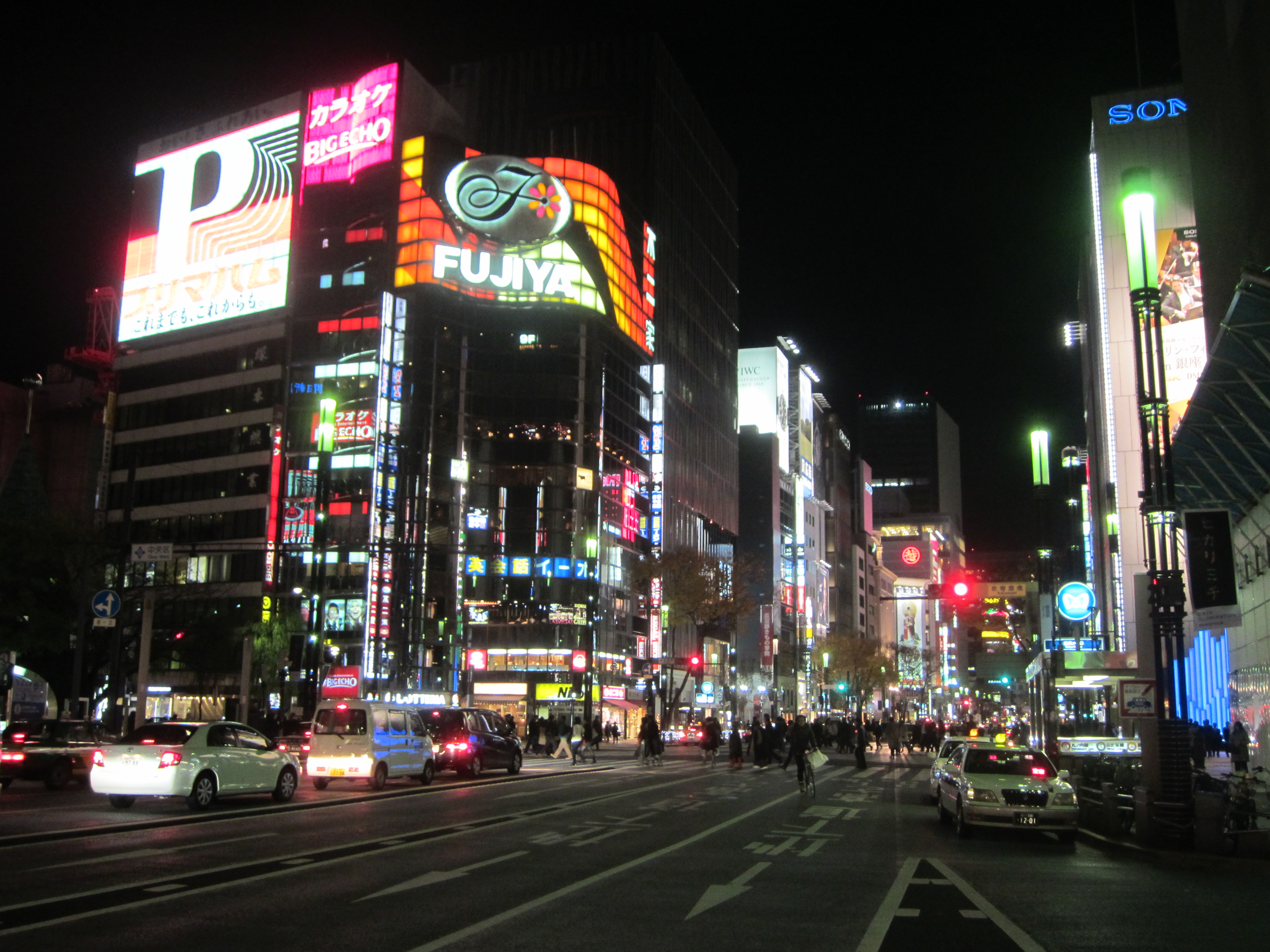
同ビルと数寄屋橋の夜景

1階には不二家数寄屋橋店、ロッテリア、中古カメラ屋のニコンハウス（スキヤカメラ）、リーガルシューズ銀座数寄屋橋店が入居する。
2階より上には、星乃珈琲店数寄屋橋店、ハンバーグ料理の数寄屋バーグ、中華料理の桃杏樓銀座数寄屋橋店など飲食店が入居している。